# Aichwald
Aichwald là một đô thị ở huyện Esslingen ở bang Baden-Württemberg in southern thuộc nước Đức. Đô thị này có diện tích 14,68 km², dân số thời điểm 31 tháng 12 năm 2020 là 7597 người.